# 940년대
940년대는 940년부터 949년까지를 가리킨다.